# Architettura d'interni

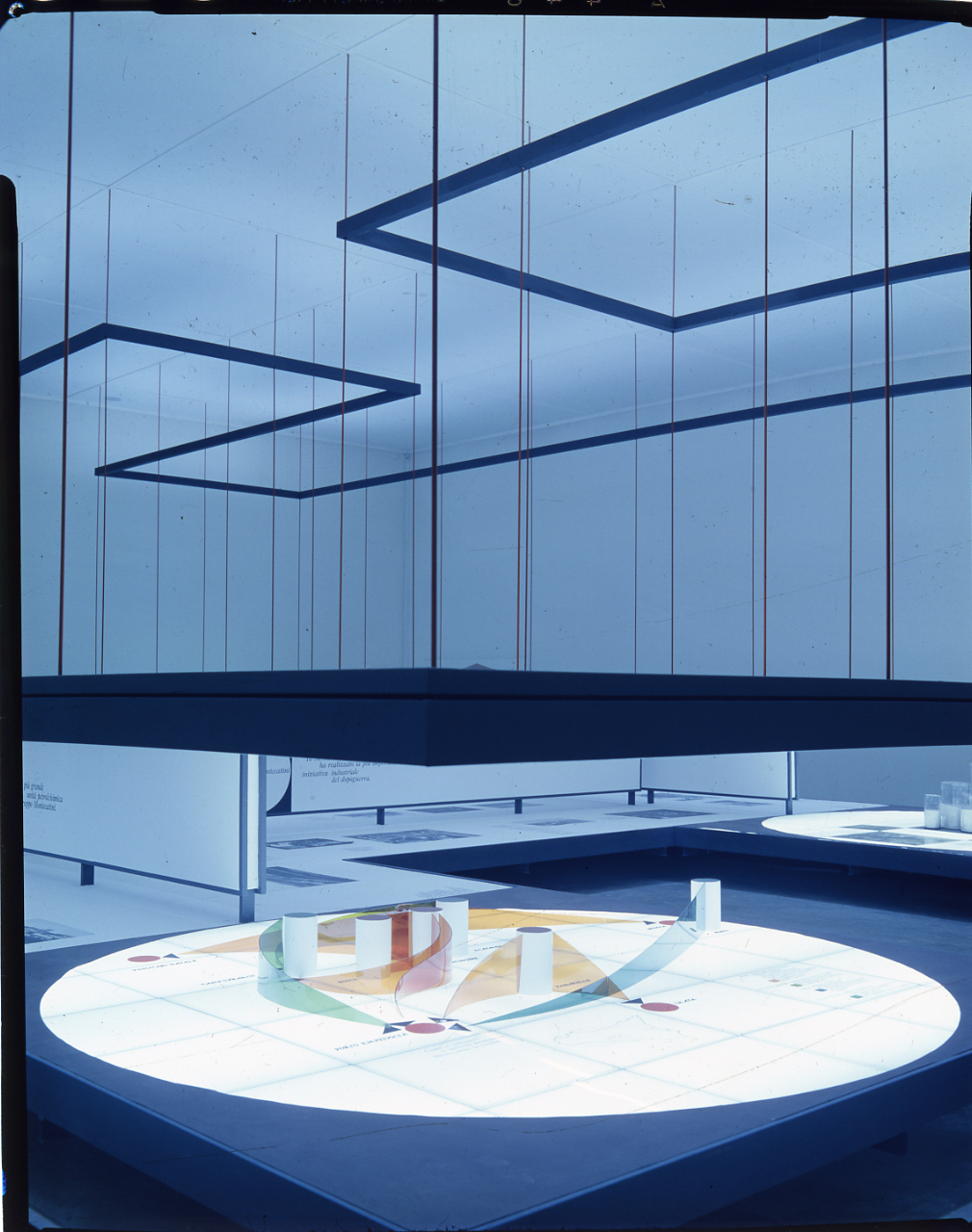
Allestimento di L. Gargantini per la Fiera di Bolzano, 1957. Foto di Paolo Monti

L'architettura d'interni o architettura degli interni (talvolta designata tramite l'ibrido: design degli interni, o l'anglicismo: interior design) è la progettazione degli spazi e degli oggetti d'uso comune all'interno di un luogo chiuso, sia esso un'abitazione privata, un esercizio commerciale, uno spazio ricettivo, un ambiente di lavoro.

## Descrizione
L’architetto, o designer, di interni è una figura spesso erroneamente associata con l’arredatore. Allo stesso tempo si associa all'arredatore d'interni una figura più simile ad uno stilista d'interni, ma in realtà il progettista presta particolare attenzione agli aspetti pratici e funzionali del vivere lo spazio, ad esempio che i mobili abbiano il giusto dimensionamento, che siano rispettati gli spazi di passaggio, che gli arredi siano disposti in modo comodo e funzionale, che i materiali e le tecnologie siano di buona qualità, che non ci siano potenziali pericoli per la salute di chi usufruirà di questi ambienti, l'abbattimento delle barriere architettoniche, la ristrutturazione architettonica e l'ammodernamento per nuove destinazioni d'uso, che ci sia un buon isolamento acustico, un buon rapporto fra consumi energetici e comfort, che tutto l'ambiente sia in armonia tra l'ingombro degli spazi pieni e l'utilizzo degli spazi vuoti.
La figura dell'arredatore d'interni ha conquistato nell'ultimo decennio una così rilevante importanza nella costruzione di edifici, pubblici o privati che siano, tanto da far nascere un corso universitario vero e proprio in molte università italiane (ad es. Politecnico di Milano).
Prima dell'introduzione di queste definizioni tutto ciò si riconduceva all'arte della decorazione che veniva distinta dall'arte dell'architettura vera e propria perché non andava a modificare le strutture portanti degli edifici, ma si occupava sia degli abbellimenti interni ed esterni che degli arredamenti veri e propri.
È da tenere presente che il termine design è di recente introduzione, importato dalla lingua inglese alla metà del '900, e che spesso si affianca ai concetti di architettura, disegno o progettazione; in lingua tedesca è Gestaltung.

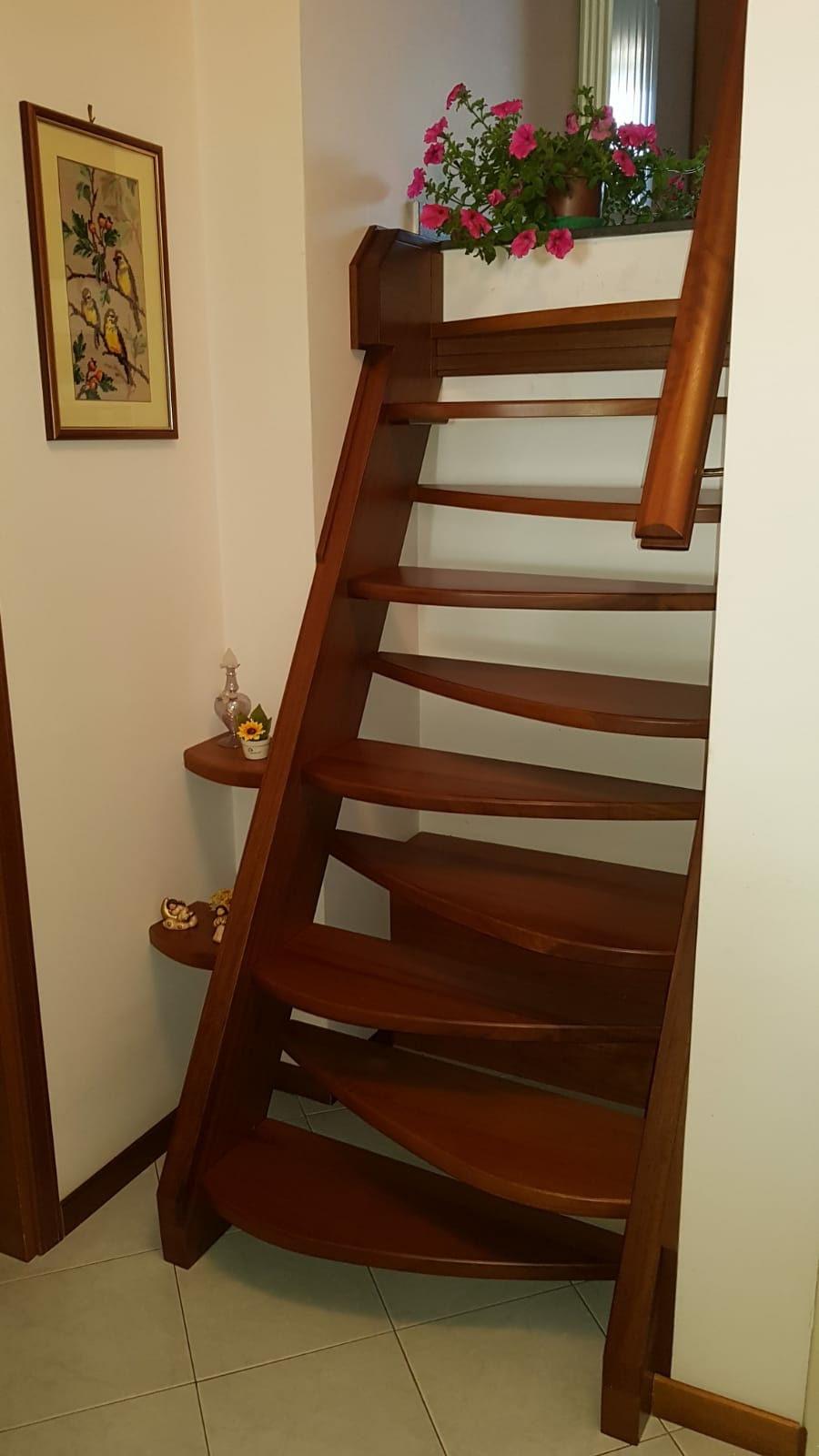
Realizzazione di scala in legno su misura. Soluzione pratica per risolvere un problema di ripida pendenza per accedere a un soppalco, mantenendo intatto il disegno dell'appartamento